# Feuguerolles-Bully

Feuguerolles-Bully este o comună în departamentul Calvados, Franța. În 1 ianuarie 2022 avea o populație de 1.512 de locuitori.